# Gastroserica napolovi
Gastroserica napolovi är en skalbaggsart som beskrevs av Ahrens 2000. Gastroserica napolovi ingår i släktet Gastroserica och familjen Melolonthidae. Inga underarter finns listade i Catalogue of Life.